# Bernd Kost

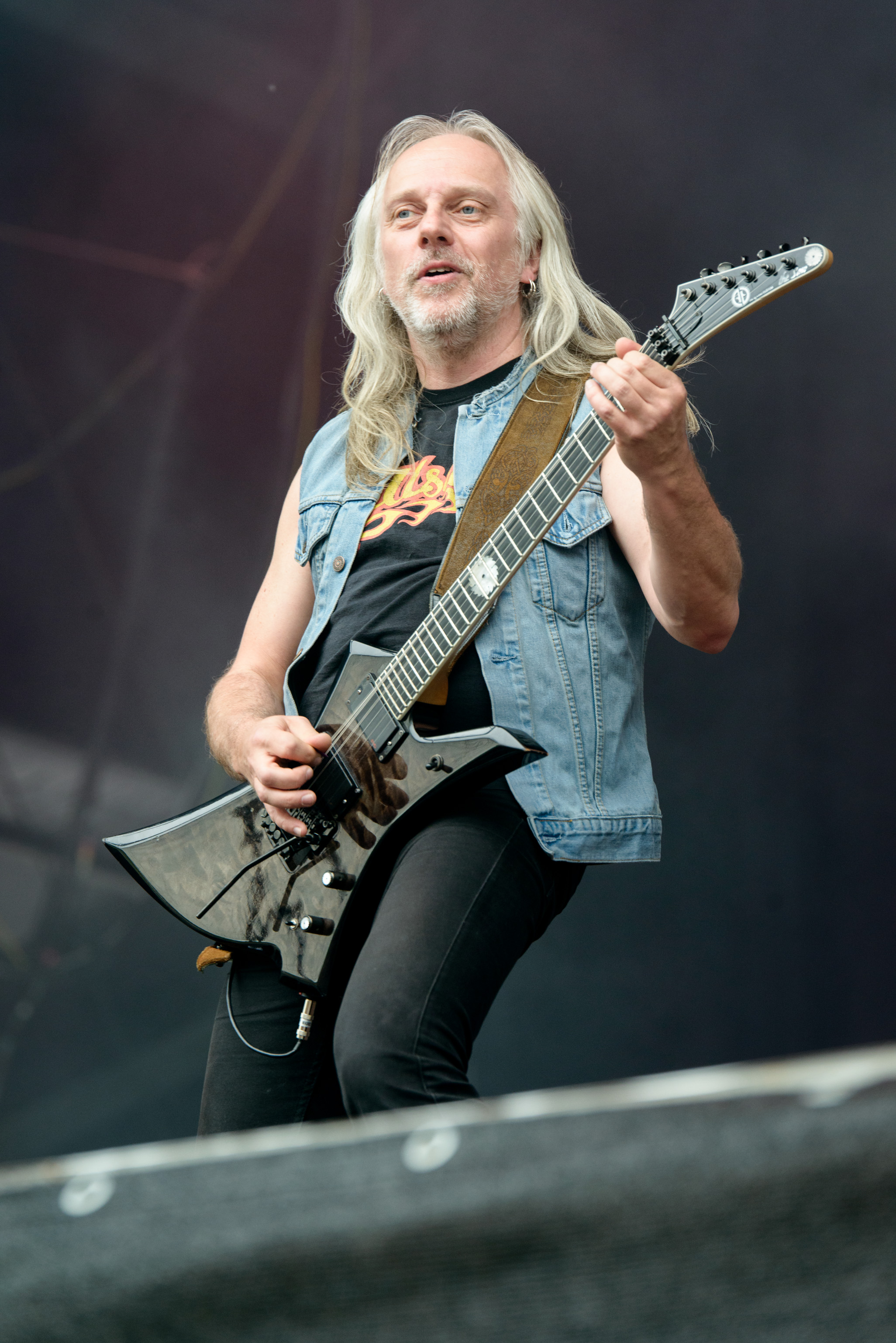
Bernd Kost (2016)

Bernd „Bernemann“ Kost (* 3. Juli 1963 in Dortmund) ist ein deutscher Metal-Gitarrist.

## Werdegang
Kost startete seine Karriere, als er sich im Jahre 1988 der Dortmunder Band Crows anschloss. Mit dieser Band veröffentlichte er drei Jahre später das erste und einzige Album der Band The Dying Race. Noch im gleichen Jahr löste sich die Band wieder auf. 1996 schloss er sich mit dem ehemaligen Crows-Schlagzeuger Bobby Schottkowski der Band Sodom an. Mit Sodom veröffentlichte Bernd Kost sieben Studioalben. 2017 wurden Sodom als beste deutsche Band bei den Metal Hammer Awards ausgezeichnet. Im Januar 2018 trennte sich Sodom-Sänger Tom Angelripper von Kost und dem zwischenzeitlich eingestiegenen Schlagzeuger Markus „Makka“ Freiwald. Nach eigenen Angaben wurden Kost und Freiwald über eine WhatsApp-Nachricht über ihren Rausschmiss informiert. Kost und Freiwald gründeten daraufhin die Band Bonded.
Im Jahre 2006 spielte Kost zusammen mit der Band Randalica eine Coverversion des Liedes Nur ihr allein von In Extremo ein, die auf der Kompilation (K)ein Blick zurück veröffentlicht wurde. Hauptberuflich arbeitet Bernd Kost seit 1990 als Werkzeugmacher in einer Elektronikfirma in Werne. Dort konstruiert und baut er Spritzgießwerkzeuge. Um seinen Beruf mit der Musik vereinbaren zu können, arbeitet er durchgehend in Frühschicht. Bernd Kost ist verheiratet und hat zwei Söhne. Seine Frau stammt aus Brasilien. Die Familie wohnt in Holzwickede.

## Diskografie
| mit Bonded mit Crows - 1991: The Dying Race mit Randalica - 2006: Nur ihr allein (Lied) | mit Sodom \| - 1997: ’Til Death Do Us Unite - 1999: Code Red - 2001: M-16 - 2006: Sodom \| - 2010: In War and Pieces - 2013: Epitome of Torture - 2016: Decision Day \| |
| - 1997: ’Til Death Do Us Unite - 1999: Code Red - 2001: M-16 - 2006: Sodom              | - 2010: In War and Pieces - 2013: Epitome of Torture - 2016: Decision Day                                                                                               |